# Мизантроп (Брьогел)
„Мизантроп“ (на италиански: Misantropo) е картина на фламандския художник Питер Брьогел Стария от 1568 г. Картината (86 х 85 см) е изложена в Зала 17 на Национален музей „Каподимонте“, Неапол (Италия). Използваната техника е темпера върху платно. Носи подпис „BRVEGEL 1568“; 

## История
Творбата, заедно с Притча за слепците, е част от колекцията на граф Джовани Батиста Маси в Парма, но не се знае как е попаднала там. През 1611 г. платната са конфискувани от Фарнезе, а през 1734 г. пристигат в Неапол като част от наследената от Карлос III Колекция „Фарнезе“. В наши дни картините са изложени в Национален музей „Каподимонте“, Неапол.
Що се отнася до някои детайли в сцената, като датата и мъжът в кристалния глобус, съществува несигурност относно автентичността на ръката на Брьогел и по-скоро се смята, че те са плод на чужда помощ.

## Описание
Ниско долу на картината се чете надпис на фламандски, определящ темата: Om dat de werelt is soe ongetru / Daer om gha ic in den ru („Защото светът е толкова коварен / аз се обличам в траур“).
За разлика от повечето творби на Брьогел в тази са показани синтетично две основни фигури, на преден план и изолирани от пейзажа на фона. Старец с дълга бяла брада, кръстосал ръце, се движи безмълвно и тъжно, заметнат с дълга черна пелерина с качулка. Зад него малко човече, облечено като просяк, с гротескно лице и вътре в прозрачен глобус с кръст на върха – ясна метафора на Света, му реже торбата, за да го ограби. Торбата има ясната форма на човешко сърце, символизираща разочарованието и закоравяването на чувствата, до което води животът в обществото. Тръните и отровната гъба, които лежат пред стареца, символизират опасностите по пътя му. Резултатът е много песимистичен възглед за живота и човечеството, малко като в Притча за слепците, намираща се в същия музей и която споделя, освен историята и изпълнителската техника, и хипотезата за датировката.
Фигурата на мизантропа се откроява в центъра на тондото, образувайки плътен обем, който се откроява от пейзажа, изобразен с топли цветове. На него се виждат овчар сред стадото си и вятърна мелница сред полета и гори.